# Phaeanthus ophthalmicus
Phaeanthus ophthalmicus là loài thực vật có hoa thuộc họ Na. Loài này được George Don công bố miêu tả khoa học hợp lệ đầu tiên năm 1831 dưới danh pháp Uvaria ophthalmica dựa theo mô tả trước đó của William Roxburgh. Năm 1955, James Sinclair chuyển nó sang chi Phaeanthus.

## Phân bố
Loài này là bản địa Malaysia, Brunei, Indonesia, Philippines, Papua New Guinea.